# Druga slovenska nogometna liga 2005-2006
La Druga slovenska nogometna liga 2005-2006 (in lingua italiana: Secondo campionato calcistico sloveno 2005-2006), abbreviata in 2. SNL 2005-2006, fu la quindicesima edizione della seconda serie del campionato di calcio sloveno.

## Formula
Le 10 squadre partecipanti disputarono un turno di andata-ritorno-andata per un totale di 27 giornate, al termine delle quali:
- La prima classificata venne promossa in 1. SNL 2006-2007
- La seconda classificata disputò uno spareggio contro la penultima della 1. SNL 2005-2006
- Le ultime due classificate furono retrocesse in 3. SNL 2006-2007

### Avvenimenti
Fu la prima edizione con l'organico ridotto a 10 squadre.

## Squadre partecipanti
| Squadra           | Città             | Stadio                       | Stagione 2004-05 | Stagione 2004-05 |
| Squadra           | Città             | Stadio                       | Pos.             | Divisione        |
| ----------------- | ----------------- | ---------------------------- | ---------------- | ---------------- |
| Zagorje           | Zagorje ob Savi   | Mestni stadion               | 12º              | 1. SNL           |
| Svoboda           | Lubiana           | Športni park Svoboda         | 3°               | 2. SNL           |
| Dravinja Duol     | Slovenske Konjice | Stadion Dobrava              | 4°               | 2. SNL           |
| Koroška Dravograd | Dravograd         | Športni center               | 5°               | 2. SNL           |
| Livar             | Ivančna Gorica    | Stadion Ivančna Gorica       | 6°               | 2. SNL           |
| Aluminij          | Kidričevo         | Športni park Aluminij        | 7°               | 2. SNL           |
| Supernova Triglav | Kranj             | Športni Center Stanko Mlakar | 8°               | 2. SNL           |
| Factor            | Lubiana           | Stadion ŽŠD                  | 9°               | 2. SNL           |
| Posavje Krško     | Krško             | Stadion Matije Gubca         | 10°              | 2. SNL           |
| Tinex Šenčur      | Šenčur            | Športni park Šenčur          | 1°               | 3. SNL Ovest     |

## Classifica
|                  | Pos. | Squadra        | Pt | G  | V  | N  | P  | GF | GS | DR  |
| ---------------- | ---- | -------------- | -- | -- | -- | -- | -- | -- | -- | --- |
|                  | 1.   | Interblock     | 50 | 27 | 15 | 5  | 7  | 37 | 27 | +10 |
|                  | 2.   | Dravinja       | 49 | 27 | 14 | 7  | 6  | 46 | 24 | +22 |
|                  | 3.   | Triglav        | 48 | 27 | 13 | 9  | 5  | 36 | 18 | +18 |
|                  | 4.   | Aluminij       | 43 | 27 | 12 | 7  | 8  | 37 | 24 | +13 |
|                  | 5.   | Krško          | 40 | 27 | 10 | 10 | 7  | 34 | 36 | −2  |
|                  | 6.   | Šenčur         | 33 | 27 | 8  | 9  | 10 | 34 | 43 | −9  |
|                  | 7.   | Livar          | 27 | 27 | 7  | 6  | 14 | 31 | 38 | −7  |
|                  | 8.   | Zagorje        | 26 | 27 | 5  | 11 | 11 | 22 | 34 | −12 |
|                  | 9.   | Svoboda        | 25 | 27 | 7  | 4  | 16 | 26 | 33 | −7  |
|                  | 10.  | Dravograd (−3) | 23 | 27 | 6  | 8  | 13 | 26 | 52 | −26 |
| Fonte: rsssf.org |      |                |    |    |    |    |    |    |    |     |

Legenda:
      Promosso in 1. SNL 2006-2007.
  Partecipa agli spareggi.
      Retrocesso in 3. SNL 2006-2007.
      Escluso dal campionato.
Regolamento:
Tre punti a vittoria, uno a pareggio, zero a sconfitta.
In caso di arrivo di due o più squadre a pari punti, la graduatoria viene stilata secondo la classifica avulsa tra le squadre interessate (= scontri diretti).

### Spareggio
Il Dravinja incontrò il Bela Krajina, penultimo in 1. SNL 2005-2006, con gare di andata e ritorno, per un posto in 1. SNL 2006-2007.
| Squadra 1 | Totale      | Squadra 2    | Andata     | Ritorno    |
| --------- | ----------- | ------------ | ---------- | ---------- |
|           |             |              | 07.06.2006 | 11.06.2006 |
| Dravinja  | 2 – 2 (gfc) | Bela Krajina | 2 – 2      | 0 – 0      |